# Ekkehard Krätzel
Ekkehard Krätzel (* 27. Juni 1935 in Leopoldshall; † 28. März 2019) war ein deutscher Mathematiker und Hochschullehrer.

## Leben
Krätzel studierte von 1953 bis 1958 in Jena Mathematik.
Er war von 1966 bis 1969 dort Dozent.
1963 promovierte Krätzel an der Friedrich-Schiller-Universität Jena zum Dr. rer. nat. mit einer Arbeit zum Thema Höhere Thetafunktionen.
Sein Doktorvater war Wilhelm Erwin Otto Maier.
1965 habilitierte sich Krätzel mit einer Arbeit zum Thema Theorie und Anwendung der L-Transformation.
Von 1969 bis 1992 war er ordentlicher Professor an der Friedrich-Schiller-Universität Jena auf dem Lehrstuhl für Algebra.
Als Gastprofessor lehrte er
- 1993 an der Albert-Ludwigs-Universität Freiburg,
- 1991 und von 1993 bis 1996 an der Universität Wien.

Seit 1996 war er Ehrenprofessor an der Universität Wien.
Krätzel war verheiratet und hatte Kinder und Enkel.

## Forschungsthemen
Krätzel war vielseitig interessiert.
Neben der Zahlentheorie, die sein Hauptgebiet war, beschäftigte er sich mit Analysis und Wahrscheinlichkeitstheorie.
Er war Autor von 5 Büchern und ca. 70 wissenschaftlichen Artikeln.

## Werke
- Analytische Funktionen in der Zahlentheorie, Teubner, 2000, ISBN 3-519-00289-2.
- Lattice Points, 1988, VEB Deutscher Verlag der Wissenschaften, und Springer, 1989, Reihe ‚Mathematics and its Applications‘, Band 33, ISBN 90-277-2733-3.
- Zahlentheorie, 1981, VEB Deutscher Verlag der Wissenschaften, und Harri Deutsch, 2000, ISBN 3-8171-1287-4.